# Държавна комисия по сигурността на информацията
Държавната комисия по сигурността на информацията (ДКСИ) е държавна институция в България, отговорна за контрола върху класифицираната информация. Бюджетът ѝ за 2025 година е 20,3 милиона лева.
Създадена е през 2002 година и се състои от 5 членове, назначавани от Министерския съвет с петгодишен мандат.

## Председатели
- Цвета Маркова (2002 – 2012)
- Борис Димитров (2012 – 2022)
- Цвятко Георгиев (от 2022)